# Pterolophia jeanvoinei
Pterolophia jeanvoinei är en skalbaggsart som beskrevs av Maurice Pic 1929. Pterolophia jeanvoinei ingår i släktet Pterolophia och familjen långhorningar. Inga underarter finns listade i Catalogue of Life.